# 支城
支城，是為了保護本城而部署的輔助用出城、砦（寨）、陣屋等建築設施。亦稱做枝城等。在戰國時代時，形成了各式各樣的支城網－本城、支城間的連結網絡。

## 語源
若是使用由自漢語的發音「本城（ほんじょう）」時，與其相對應會使用支城（しじょう）」。若是使用大和語「根城（ねじろ）」時，則會用「枝城（えだじろ）」與其對應。漢字結構上，「枝城」的「枝」以及「本城」的「本」分別是標示樹木的分支和樹木的根本，都是由樹木轉化而來且原本就幾乎是同義字。不管使用「支城」或是「枝城」，皆是由樹木的結構比喻城與城之間的關係。

## 種類
支城依其功能而種類多樣、大小規模不一。
防禦據點
- 詰城

作為防守本城用的出城。位在本城附近，設置在山地等適合防禦的要害處。
- 直轄支城

攻城戰用
- 向城、附城、對城

攻城戰時為與其相對峙而築的城塞（有時也指稱本城附屬之城）。
間接式支城
- 境城、境目城

設於領地邊境的城。為防禦織田信長的中國征伐，毛利氏以備中國邊境上的「境目七城（冠山城、高松城、宮地山城、鴨庄城、日幡城、松島城、撫川城）」固守。
- 番城、番手城

沒有城主而由本城直轄的支城（江戶時代的大阪城或二条城等亦為公儀的番城）。
- 繋城、傳城

負擔有：以狼煙作通信聯絡、街道的關所、兵力的集結、移動、駐紮基地等作用的城。
其他
- 陣城

為了野戰等目的而臨時構築的簡易城塞。

## 支城網
支城網主要發達於日本戰國時代，各地區的據點或作為根據地的本城周圍，築有輔助作用而稱作支城、枝城、端城等的城、砦、陣屋，其相互連結成的防衛網或是統治網絡。
支城網的例子
- 治理過關東地方的後北條氏，以居城小田原城（現神奈川縣小田原市）為中心，建立了120個城寨構成的支城網。
- 上野國的箕輪城（現群馬縣高崎市），曾有多達大小302處支城、堡壘所構建的支城網。
- 支配出雲國的尼子氏，作為居城月山富田城（現島根縣安來市）的防衛線，在出雲各地構築了稱為尼子十旗、尼子十砦的10個主要支城和10的城寨。

## 終焉
支城作為支撐本城防守的據點同時，也有風險成為對抗勢力的攻擊基地。因此為防止敵人反攻也曾有發生過破城。
以中央集權體制的天下統一為目標的織田信長和豐臣秀吉，整理其統治地區的支城予以破壞撤銷，最終到了江戶幕府頒布一國一城令，使得支城（1615年）全部廢城處理。

## 脚注
1. ↑  図説・戦う城の科学 古代山城から近世城郭まで軍事要塞たる城の構造と攻防のすべて（SBクリエイティブ
・2015年4月16日）
2. ↑  図解 戦国合戦がよくわかる本: 武具・組織・戦術から論功行賞まで（2013年6月21日 PHP研究所）